# 뷔쉼

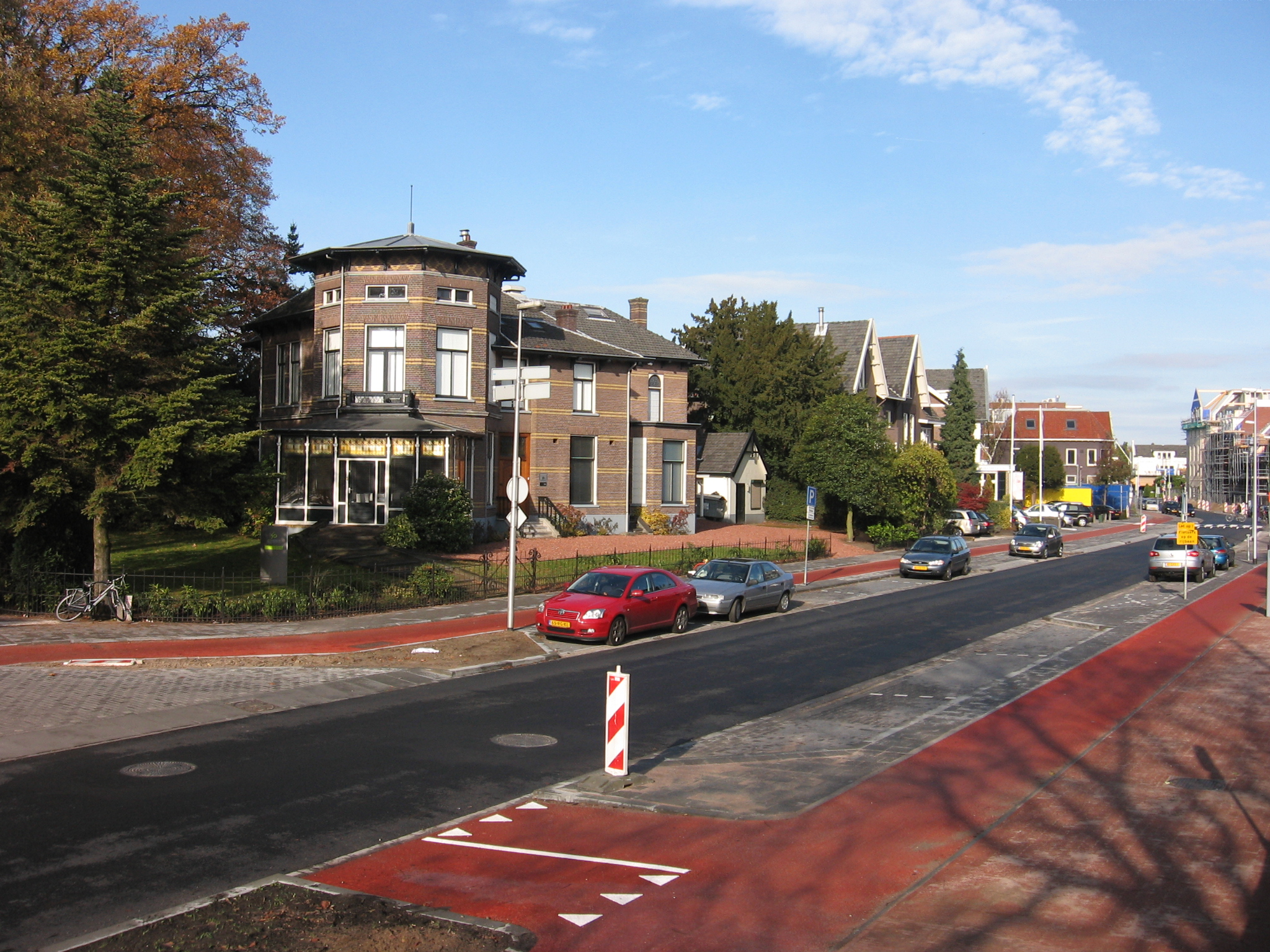
뷔쉼

뷔쉼의 위치

뷔쉼(네덜란드어: Bussum)은 네덜란드 북서부 노르트홀란트주의 도시로 면적은 8.15km2, 높이는 1m, 인구는 32,631명(2014년 기준), 인구 밀도는 4,035명/km2이다. 1306년 문헌에 처음으로 등장했으며 1817년에는 나르던에서 분리되어 신설되었다.

시기
시 문장